# جان ديسلوريرز
جان ديسلوريرز هو موزع وعازف كمان وملحن كندي، ولد في 24 يونيو 1909 في مونتريال في كندا، وتوفي في 30 مايو 1978 في سان جيروم في كندا.